# مهدی‌رضا درویش‌زاده
مهدی‌رضا درویش‌زاده (زادهٔ ۱۳۳۵) سیاستمدار ایرانی است که در دورهٔ پنجم مجلس شورای اسلامی به‌عنوان نماینده حوزهٔ انتخابیهٔ دزفول، از استان خوزستان در مجلس شورای اسلامی حضور داشت.